# Prospodium elegans
Prospodium elegans är en svampart som först beskrevs av Joseph Schröter, och fick sitt nu gällande namn av George Baker Cummins 1940. Prospodium elegans ingår i släktet Prospodium och familjen Uropyxidaceae.   Inga underarter finns listade i Catalogue of Life.